# Carstvo (taksonomija)
Carstvo (Regnum) je dugo vremena bilo najviša kategorija razvrstavanja živih organizama.
Znanost je prvobitno razdvajala živi svijet na dva carstva, životinjsko (Animalia) i biljno (Plantae). Kako je spoznaja o živom svijetu napredovala, ovim dvjema carstvima dodano je novo, zasebno carstvo bakterija. Kasnije, iz carstva biljki izdvojene su, opet kao novo, zasebno carstvo, gljive (Fungi). Zadnje su svoje zasebno carstvo dobile arhebakterije. 
Genetička istraživanja u novije su vrijeme dovela do nove podjele, koja kao najvišu kategoriju uvodi domene.
| Haeckel (1894) Tri carstva | Whittaker (1959) Pet carstava | Woese (1977) Šest carstava | Woese (1990) Tri Domene |
| -------------------------- | ----------------------------- | -------------------------- | ----------------------- |
| Protista                   | Monera                        | Eubacteria                 | Bacteria                |
| Protista                   | Monera                        | Archaebacteria             | Archaea                 |
| Protista                   | Protista                      | Protista                   | Eukarya                 |
| Plantae                    | Fungi                         | Fungi                      | Eukarya                 |
| Plantae                    | Plantae                       | Plantae                    | Eukarya                 |
| Animalia                   | Animalia                      | Animalia                   | Eukarya                 |

Danas carstva postoje još samo u domeni eukariota (živa bića sa staničnom jezgrom):
- protisti (Protista)
- gljive (Fungi) - pobliže u sistematici gljiva
- biljke (Plantae) - pobliže u sistematici biljnog carstva
- životinje (Animalia) - pobliže u sistematici životinjskog carstva

U zadnje vrijeme se vrlo heterogeno carstvo protista dijeli dalje na tri carstva:
- Archaezoa (jednostanični organizmi bez mitohondrija i Golgijevog aparata) s trihozoama, metamonadama, trihomonadama i mikrosporidama;
- Protozoa (jednostanični organizmi bez kolagenskih ili hitinskih staničnih stijenki) s flagelatima, ciliatima, amebama i sporozoama;
- Chromista (jednostanični organizmi koji tvore kolonije ili alge koje imaju plastide koji imaju boju) s dijatomima, smeđim i crvenim algama.

## Popis carstava živog svijeta
Podaci objavljeni 2012. godine živi svijet dijele na sljedeća carstva
1. Animalia
2. Archaea
3. Bacteria
4. Chromista
5. Fungi
6. Plantae
7. Protozoa
8. Viruses